# 乔治·弗洛伊德之死引发的拆除历史争议人物雕像浪潮
乔治·弗洛伊德之死引发的拆除历史争议人物雕像浪潮，亦称推倒銅像運動、倒像运动，是从2020年5月26日明尼阿波利斯警方因執法而导致乔治·弗洛伊德之死，引爆示威活動之後，欧美地区从6月初开始延伸的拆除象征种族主义、殖民主义和奴隶贸易有关人物的历史雕像的拆除运动。
此列表將僅限於成功的永久移除案件，如具有權威的個人或機構承諾會移除的實例。

## 背景
在2020年5月26日美国明尼阿波利斯警方导致乔治·弗洛伊德之死之后的抗议活动中，用来记念各国历史人物的纪念碑被拆除或宣布计划拆除，其中大多数在美国。其中一些纪念碑是反对者长期主张拆除的主题，有些是涉及立法或法院的程序移除。但也有许多纪念碑，纪念馆和雕像被不知名的愤怒暴民污毁、烧毁、摧毁。 
在美国，示威者的拆除目标首先集中于对美利坚联盟国，其领导人和军队的纪念碑。在地方政府的移除程序下，除了拆除相关雕像和壁画外，还重命名了许多学校和建筑物。美国海军和美国海军陆战队也宣布禁止在其单位上展示美利坚联盟国国旗，而全国运动汽车竞赛协会也出于同样的理由这样做。
在抗议活动扩大后，美国示威者开始关注美国原住民的种族迫害历史，许多与种族主义和奴隶制有关的历史人物雕像或纪念碑成为抗议活动的拆除主题。
在欧洲地区，示威者则关注从事跨大西洋奴隶贸易和帝国主义人士的纪念碑。
以下紀念碑和紀念館在抗議期間被拆除，主要是因為它們與種族主義有關。大多數在美國，主要是為了紀念美利堅聯盟國，但在其他國家/地區也去除了一些紀念碑，例如英國的奴隸販子雕像。

## 过程

### 美国
在美国，因弗洛伊德之死而动员的示威者首先对南北战争的将领和领导者进行历史清算，而当拆除雕像的目标范围超出了美利坚联盟国之后，发现美洲大陆的意大利冒险家克里斯托弗·哥伦布的雕像也在迈阿密和波士顿等城市被示威者推翻或破坏，甚至蔓延至其他为美国战争的相关将领。示威者指责哥伦布带来的种族灭绝和对原人民的剥削。为哥伦布辩护的意大利裔纽约州州长安德鲁·科莫表示，他反对拆除曼哈顿的哥伦布雕像，表示哥伦布已经是「意大利裔美国遗产」的象征。科莫表示：「我了解克里斯托弗·哥伦布及其某些行为的感受，没人能支持。」 「但是雕像已经成为对意大利裔美国人对纽约的贡献的代表和表示感谢。因此，我支持它。」科莫的言论立即遭到了美洲印第安人法律联盟主席贝蒂·里昂的谴责，指他显然并没有意识到种族灭绝和奴役那些最初的跨大西洋航行，直到今天仍在受压迫着的原住民。
示威者也要求美国联邦政府将以美利坚联盟国命名的建筑物和节日改名等要求。但美国总统唐纳德·特朗普表示，他不会考虑重新命名目前以美利坚联盟国将军命名的军事基地，特朗普发表推文表示 ：「我们作为世界上最伟大国家的历史将不会被篡改。尊重我们的军队！」。但特朗普的政治对手南希·佩洛西则对此唱反调，表示赞同将美国国会大厦的11尊美利坚联盟国的领导人雕像拆除，而这也是她自2017年长久以来的提案。由共和党领导的参议院小组批准了一项从军事设施中删除美利坚联盟国名字的计划。部分州属也将“哥伦布日”改称“原住民日”。
2020年6月30日，密西西比州通过了法案，停用带有南方标志的原州旗。
7月1日，俄亥俄州哥伦布市宣布将市政厅前的哥伦布雕像移置安全地方保存。弗吉尼亚州里士满市长勒瓦·斯托尼宣布，为了加速城市的复原过程以及公共安全，将依照当日生效的州法律赋予地方政府「在其社区中拆除，迁移古迹或将古迹化的背景」的法案，将逐步移除纪念碑大道上的美利坚联盟国相关雕像之后，马修·方丹·莫里与石墙杰克逊的雕像在隔天被移除。
7月2日，在波特兰市，拥有120年历史的麋鹿雕像的底座则被示威者严重破坏后，该市公共艺术与文化委员会出于公共安全原因，宣布需要将其拆除。波特兰警察局局长查克·洛弗尔（Chuck Lovell）对此发表声明说：“从事包括故意破坏和财产损失在内的犯罪活动不是和平示威。” “我们要求公众在识别和分享有关责任者的信息方面给予帮助，以便追究他们的责任。

#### 邦聯雕像
至2020年10月31日為止，已經有103的雕像移除。

#### 壓迫印地安人
共有20座包含哥倫布在內遭到或可能會被拆除
另外還有10州的雕像正在評估其去留。

### 加拿大
2020年7月19日，多伦多市的开国总理约翰·亚历山大·麦克唐纳、英王爱德华7世、安大略省教育家瑞尔森的雕像被Black Lives Matter组织的成员泼油漆。多伦多市警方逮捕了一男两女被指控破坏历史人物雕像，被罚款5千加元。8月29日，在蒙特利尔，麦克唐纳的雕像在当地一场反种族歧视与删减警察预算的示威游行中被推倒破坏。蒙特利尔市长普兰特（Valérie Plante）、魁北克省长勒格（François Legault）和阿尔伯塔省长肯尼（Jason Kenney）发表声明谴责破坏麦克唐纳雕像的行为，加拿大现任总理特鲁多对此表示「深感失望」。

### 欧洲
在欧洲地区，拆除雕像浪潮席卷曾涉及帝国主义历史和大西洋奴隶贸易的国家，当中包括英国、法国、意大利和比利时等国家。示威者的拆除雕像运动也引起了右翼分子不满和反扑，其中以英国的示威情况较为紧张。
拆除雕像运动首先遭殃的是布里斯托的科尔斯顿青铜雕像。2020年6月7日，科尔斯顿的雕像被示威者用绳子推倒后拖到布里斯托港的佩罗桥上丢弃河中，引发了全国范围的辩论，关于英国的雕像是否应该继续存在的问题。同时也引发牛津大学在2016年否决的"罗兹必倒"运动（Rhodes Must Fall）。牛津大学副校长路易丝·理查森（Louise Richardson）在接受英国广播公司采访时表示反对。她说：“我们需要面对过去。” “我对此的看法是，掩盖我们的历史不是开悟的途径。”曾担任数学和物理教师的英国自民党政治家蕾拉·莫蘭表示支持：“白人至上主义者和奴隶商人的雕像不应该仍然站在我们的城市。这就是塞西尔·罗兹雕像必须倒下的原因。”科尔斯顿的雕像之后被打捞上来放置在博物馆。
2020年6月13日，位于伦敦市中心国会广场上的温斯顿·丘吉尔雕像被Black Lives Matter的示威者破坏后，引发极右派人士的不满。在隔天的反歧视抗议活动中，极右派人士发起保护丘吉尔雕像的行动，更与示威者和警察爆发冲突。极右派人士承认，丘吉尔的某些观点在现今被认为是不可接受的，但也辩称他仍然是数百万英国人民的英雄。并称：「他是一个强大而复杂的人，一生中的好坏无穷。」伦敦市长萨迪克·汗表示，由于极右翼极端分子袭击的威胁，纳尔逊·曼德拉和圣雄甘地的雕像也被盯上，表明极右翼组织正计划破坏黑人历史人物的古迹。
破坏行动促使英国保守党议员建议立法《亵渎战争纪念馆法案》，该法案将破坏雕像构成一项罪行，就高可判处10年刑期，获得英国保守党和工党的支持。英国首相鲍里斯·约翰逊证实，他正在研究这样的新立法，以针对破坏战争纪念馆的人。英国内政大臣普丽蒂·帕特尔宣布支持这一举动，并谴责示威活动：「任何暴力或故意破坏行为的肇事者都应该面对法律的全部力量。」

## 雕像破坏与移除
在美國，大部分的雕像破壞與種族主義有關，從美利堅聯盟國到對於印地安人的迫害、敗局命定論、種族隔離批評等。
| 人名                          | 破壞雕像的發生地 | 該爭議人物可能原因/破壞方式 |
| ----------------------------- | ---------------- | --- |
| 克里斯托弗·哥伦布             | 世界各地         | 對於美洲原住民和一些左翼人權人士而言，哥倫布的到來意味著對美洲原住民野蠻和殘酷的對印第安人的大掠殺的開始 |
| 爱德华·科尔斯顿               | 英國             | 從事英國與非洲西海岸的黃金、象牙和奴隸貿易 |
| 第一代梅尔维尔子爵亨利·邓达斯 | 英國             | 鄧達斯以反對廢奴著稱，是18至19世紀英國最有影響力的政客之一。 |
| 利奥波德二世                  | 比利時           | 通過比利時對剛果進行殖民統治，統治手段很殘酷，所作所為與古羅馬著名的暴君尼祿的殘暴統治無異。 |
| 罗伯特·E·李                   | 美國             | 南北戰爭期間邦聯（南軍）最出色的將軍，並以總司令的身分指揮邦聯軍隊 |
| 温斯顿·丘吉尔                 | 英国             | 不認為對待澳洲原住民不當，反對印度獨立，曾支持化武等，也被視為具有種族主義色彩。 |
| 圣雄甘地                      | 美国             | 早年在南非曾发表歧视非洲黑人的言论，反对不同种姓之间通婚，对印度个别种族持有双重标准。 |
| 托马斯·杰斐逊                 | 美國             | 美國國父之一，是一位奴隶主，拥有600多名黑奴。 |
| 乔治·华盛顿                   | 美國             | 南北战争期间，示威者称华盛顿也是一位奴隶主，有多達三百名奴隸。 |
| 让-巴蒂斯特·柯尔贝尔          | 法國             | 因1685年为规范法国殖民地的奴隶制而编写《黑人法令》，被示威者视为是种族主义者。 |
| 安德鲁·杰克逊                 | 美國             | 杰克逊被认为是战争英雄和为平民而战的民粹主义者，但他也是一位奴隶主。他作为总统时期于1830年签署《印地安人排除法案》，将切罗基族和其他印第安人从他们的土地上迁走，被称为“血泪之路”。                             |
| 因德羅·蒙塔內利               | 義大利           | 意大利著名记者和历史学家，2000年被提名為世界新闻自由英雄之一。1935年参加意大利入侵埃塞俄比亚的殖民行动期間，買下一名厄立特里亚方族12歲女童當妻子，被示威者認为带有种族歧视色彩，是对非裔女性歧视、压迫和凌辱。 |
| 弗朗西斯·莱特                 | 马来西亚         | 大英帝国殖民者代表之一，曾任马来亚槟城总督 |
| 丹麦美人鱼雕像                | 丹麦             | 雕像被不明人士抹上「种族主义鱼」（RACIST FISH） |
| 埃格顿·瑞尔森                 | 加拿大           | 位于瑞尔森大学的雕像被Black Lives Matter人士喷上粉红色油漆污损。 |
| 约翰·亚历山大·麦克唐纳        | 加拿大           | 雕像被Black Lives Matter人士喷漆，其底座被抹上「拆除代表奴隶制，殖民主义和暴力的纪念碑」。 |
| 爱德华七世                    | 加拿大           | 雕像被Black Lives Matter人士喷漆，其底座被抹上「拆除代表奴隶制，殖民主义和暴力的纪念碑」。 |

### 考慮移去的雕像
一些官員宣布了他們拆除其管轄範圍內的古蹟的決定，並且目前正在努力克服實現目標所需的任何立法或許可障礙。

## 争议
2020年6月2日和3日晚间，位于美国华盛顿印度大使馆对面的印度圣雄甘地的雕像遭到不明身份的示威者破坏。事件促使印度大使馆向美国执法机构提出投诉，印度驻美国大使塔兰吉特·辛格·桑杜称破坏行为是“危害人类罪”。特朗普在白宫就破坏事件作了简短评论，称亵渎圣雄甘地雕像简直是一种耻辱，并表示将尽快修复甘地雕像。美国共和党参议员马尔科·鲁比奥对此表示，更多证据表明，激进分子和狂热分子劫持了合法抗议的示威活动，并出于其自身目的企图制造无政府状态。在英国，位于伦敦国会广场上的甘地雕像则遭人喷漆，其底座台阶上更被人抹上“种族主义者”。甘地纪念基金会主席梅格纳德·德赛（Meghnad Desai）谴责破坏者的行为，并失望表示：「一个致力于反对偏见，压迫和帝国主义的人竟然受到了如此冷酷的蔑视。」对破坏者的举动感到震惊。
2020年6月11日，英国伯恩茅斯，基督城和普尔统一管理区委员会以罗伯特·贝登堡曾持有种族主义观点，并和阿道夫·希特勒和贝尼托·墨索里尼等法西斯主义者有紧密关系的争议事件，宣布将位于普尔码头的罗伯特·贝登堡雕像移至安全场所存放，引起反对派的不满，认为把雕像移走就等于向示威者屈服。委员会负责人表示：「虽然他以创建童军运动而闻名，但我们也认识到罗伯特·贝登堡的生活中有些方面被认为是不值得纪念。」普尔下议院议员罗伯特·西姆和西伯恩茅斯区议员康纳·伯恩斯对此反对从普尔码头撤走雕像，普尔当地人也在当日聚集在一起捍卫雕像，并发起网上请愿活动，争取保住雕像。移除雕像争议迫使普尔市议会派人24小时看守铜像，直至它被移走或威胁减少为止。
2020年6月21日，位于纽约美国自然历史博物馆宣布移除博物馆大门前的西奥多·罗斯福雕像。该雕像展示了罗斯福26岁时骑在马背上，两侧是非洲裔美国人和美国原住民。由于其「层次结构」问题，该作品长期以来一直引起争议，是示威者长期抗议的目标。博物馆院长埃伦·福特（Ellen Futter）表示：“在过去的几周里，我们的博物馆社区为乔治·弗洛伊德之死而不断扩大的种族正义运动深深地打动了。”在纽约市长比爾·白思豪和罗斯福的家人的批准下，博物馆将拆除这座已有80年历史的青铜雕像，但引起了雕像支持者的不满。6月28日，上百名雕像支持者在博物馆前发起「捍卫西奥多·罗斯福」活动，以抗议纽约市决定拆除西奥多·罗斯福雕像。活动发起人之一的纽约青年共和党俱乐部主席加文·瓦克斯（Gavin Wax）说：「这不仅仅是雕像。」「您不能以后现代的道德标准来判断前现代的人，因为按照这种速度，您将没有历史。」抗议活动最终遭到一群黑人问题活动家的抗议。在抗议活动开始后，雕像支持者和黑人示威者站在雕像前对立，黑人示威者高唱的示威口号也频频被对方喊叫的“提防马克思主义”的口号给打断。

## 影响
受到示威活动掀起的「雕像破坏潮」，部分受影响国家正计划疑定政策或已推出保护政策或者移走上面有爭議的雕像。其中，美国总统特朗普在6月26日宣布，即刻授权联邦政府，逮捕任何毁损美国纪念碑、雕像或其他此类联邦财产的人，可依据《退伍军人纪念馆保存法》或其他相关法律判处最重10年徒刑。
宗教界也对「雕像破坏潮」表示高度关注，如英格兰教会要求所有大教堂和教堂去再次檢查其纪念碑和雕像，以寻找具体实例来象征和反映现今人们的偏见。

## 批评拆除运动
- 新西兰：2020年6月12日，副总理温斯顿·彼特斯对汉密尔顿市迫于示威者压力决定拆除该市约翰·查尔斯·费恩·汉密尔顿的雕像不满表示：「如果不批准战争，我们将撤下纪念碑；我们是否应该拆除曾经实施过体罚的每所学校？甘地的雕像是否应因我们不同意而被扔进惠灵顿港口？毛利人现在撤退了吗？」他续说：「一个自信的国家永远不会屈服于抹杀其历史象征，无论是好是坏，或者仅仅是过时了。」「一个国家从错误和胜利中汲取教训，人民应有知识和成熟度来区分两者。」「如果一个人，例如一个国家，不知道他们来自哪里，他们就无法知道他们要去哪里。」形容示威者的抗议为「一波愚蠢的浪潮」[37][38]。
- 法國：2020年6月14日，总统埃马纽埃尔·马克龙明确回答：「法国将不会拆卸历史人物雕像」，表明共和国不会擦去任何历史踪迹，不会把任何历史人物一笔抹掉。拒绝法国示威者要求移除担任路易十四宰相的让-巴蒂斯特·柯尔贝尔雕像和以其命名的大楼改名等要求[23][39]。
- 英国：2020年6月15日，首相鲍里斯·约翰逊强调，拆除历史人物雕像的做法将是对过去历史的歪曲，并表示：「我将竭尽全力抵抗将任何雕像从国会广场上移走的企图」。约翰逊在他的电报专栏中写道：“如果我们开始清理历史记录，并删除所有与我们观点不相符的人的照片，我们就是在撒谎，这是对我们历史的歪曲」。他还指出，温斯顿·丘吉尔的雕像处于任何危险之中，这是“荒谬而可悲的”[40]。
- 美国：2020年7月3日，总统唐纳德·特朗普在拉什莫尔山博物馆发表致辞时，批评示威者的雕像破坏潮：「我们的国家目睹了一场残酷无情的运动，他们要消灭我们的历史，中伤我们的英雄，抹杀我们的价值观并给孩子洗脑。」「愤怒的暴民试图拆除美国创始人的雕像，破坏最神圣的纪念碑，并在我们的城市发动暴力犯罪的浪潮」[41]。
  - 7月4日，唐纳德·特朗普在发表美国独立日致辞时，强调雕像的存在意义，并谴责示威者的雕像破坏行动只是跟风起舞，却不知道行为目的：「这就是为何我们向美国好几代英雄致敬，将这些英雄的名字刻在记念碑，也写入历史书，刻在每个人感恩的心中」「我们不能任由愤怒的暴民，扯下我们的雕像，抹去我们的历史，误导下一代或践踏我们的自由」。[42]

## 另見
- 文化大革命，使本條目有「美式文革」之稱[43]
- 取消文化，是一种对言行令人反感的名人或者企业的抵制行为，从「黑人的命也是命」的反种族歧视运动以及「meetoo」女权运动衍生而来的一种颇为极端化的运动。

類似作為
- 乌克兰去共产主义化
- 記錄抹煞

歷史爭議人物雕像移動到的位置
- 布達佩斯雕塑公園，存放歷史爭議人物雕像的一個地方之一（匈牙利人民共和國）
- 慈湖紀念雕塑公園，存放歷史爭議人物雕像的一個地方之一（蔣中正）